# Radio Bob
Radio Bob je bila priljubljena slovenska radijska postaja, znana predvsem po predvajanju rock glasbe. Začela je delovati leta 2011 in se hitro uveljavila kot radijska postaja, ki cilja na ljubitelje rocka in alternativne glasbe. Poleg tega je bil Radio Bob priljubljen med poslušalci zaradi nekoliko bolj sproščenega in pogosto humornega pristopa k radijskemu vodenju, kar ga loči od drugih komercialnih postaj v Sloveniji.
Radio Bob je končal z oddajanjem 11. novembra 2024, nadomestil ga je Radio 1 Rock.

## Voditelji
- Dajnomir Gorjanc
- Grega Torkar – Šujo